# ویلکووه
شهر ویلکوفه (به روسی: Вилкове) در استان اودسا در کشور اوکراین واقع شده‌است. جمعیت این شهر ۹٬۲۶۰ نفر  است.